# Église de Tainionkoski
L'église de Tainionkoski (en finnois : Tainionkosken kirkko) est une église luthérienne située à Imatra en Finlande. 

## Architecture
L'église conçue par Yrjö Vaskinen  est inaugurée 8 juin 1933.
Le retable est peint en 1997 par Kristiina Uusitalo.